# Eckhart Nickel

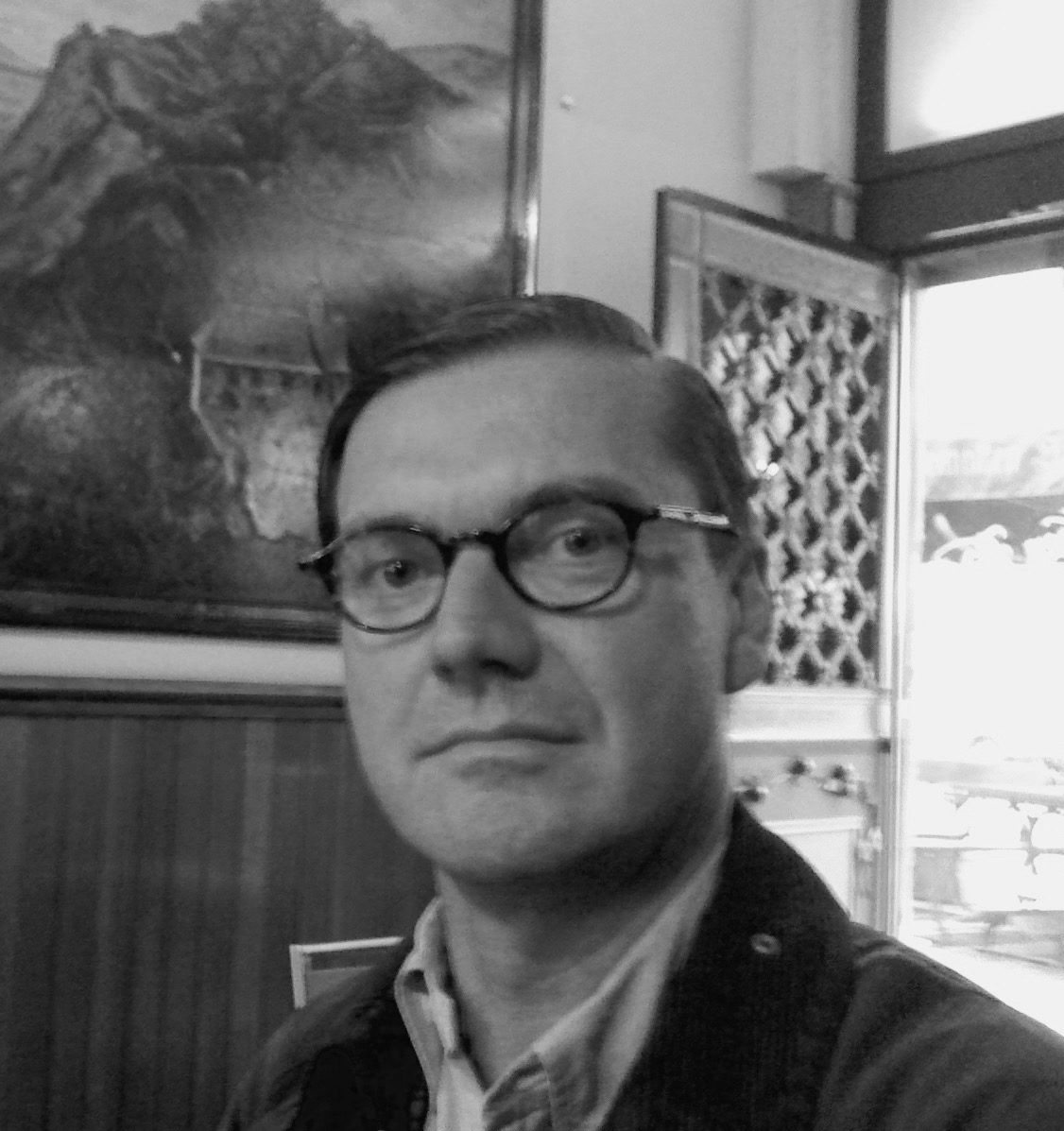
Eckhart Nickel (2017)

Eckhart Henrik Nickel  (* 2. Juni 1966 in Frankfurt am Main) ist ein deutscher Schriftsteller und Journalist.

## Leben
Nach einem Studium der Kunstgeschichte und Literatur in Heidelberg und New York arbeitete Nickel unter anderem beim Zeitgeist-Magazin Tempo, bei ARTE in Straßburg und dem Magazin Architectural Digest. Seine Texte erscheinen unter anderem in den Wochenendausgaben der SZ und FAZ. Von Herbst 2004 bis zur letzten Ausgabe im Sommer 2006 leitete Eckhart Nickel als Chefredakteur zusammen mit dem Herausgeber Christian Kracht von Kathmandu aus die Literaturzeitschrift Der Freund. Vom Januar bis Oktober 2007 war er bei der SZ in der Samstagsbeilage SZ Wochenende für die Stilberichterstattung verantwortlich.
Ursprünglich der Popliteratur zugeordnet, beschäftigen sich Nickels Werke hauptsächlich mit dem Schicksal des modernen Menschen in der Revolte. Durch Nickels Werke zieht sich die Auseinandersetzung mit dem Wetter in all seinen Ausformungen sowie die exakte Ausarbeitung von Textsimulationen, also Texten, die lediglich vorgeben, sich mit sich selbst zu befassen (siehe auch die längeren Erzählungen Scheinanfahrt und N.O.M.E.N. (Nicht ohne meinen eigenen Namen)). „In seinen neueren Werken (u. a. dem ersten, bislang unveröffentlichten Roman Die Wespe) schlägt der Autor einen durchaus ernsteren Unterton an, der in der Einforderung von Moral zu rebellischer Poesie wird“, meinte das Goethe-Institut in einem Profil. Der Autor lebt in Frankfurt am Main.
Nickel wurde 2017 zum Ingeborg-Bachmann-Wettbewerb eingeladen, wo er für den Beginn seines Romans Hysteria, der dann im Herbst 2018 beim Piper-Verlag erschien, mit dem Kelag-Preis, vormals Preis des Landes Kärnten und Preis der Jury, ausgezeichnet wurde. Ein Jahr später gelangte der vollendete Roman auf die Longlist des Deutschen Buchpreises. 2019 wurde Nickel der Friedrich-Hölderlin-Förderpreis der Stadt Bad Homburg zuerkannt.
2021 veröffentlichte Nickel mit Von unterwegs einen Band mit Reiseerzählungen und -reportagen. Ein Teil der Texte war zuvor bereits in Tageszeitungen und Magazinen veröffentlicht worden. Im Jahr 2022 folgte mit Spitzweg der nächste Roman, der auf die Shortlist des Deutschen Buchpreises gelangte. Für den 2024 erschienenen Roman Punk wurde er mit dem Hermann-Hesse-Literaturpreis ausgezeichnet.
Neben seiner schriftstellerischen Tätigkeit arbeitet er in einem „Brotberuf“ am Frankfurter Flughafen.

## Werke (Auswahl)
Romane
- Hysteria, Piper, München 2018, ISBN 978-3-492-05924-4.
- Spitzweg, Piper, München 2022, ISBN 978-3-492-07143-7.
- Punk. Piper, München 2024, ISBN 978-3-492-07282-3.

Weitere Werke
- Das Malheur mit dem Fettreif, in: Wenn der Kater kommt, Erzählungen, Herausgegeben von Martin Hielscher, Kiepenheuer & Witsch, Köln, 1996, ISBN 3-462-02570-8
- Flaneur. Die Ermöglichung der Lebenskunst im Spätwerk Thomas Bernhards, Manutius 1997, ISBN 3-925678-72-7
- Ferien für immer (Reiseberichte – zusammen mit Christian Kracht), Dtv 1998, ISBN 3-423-12881-X
- Das Bild des Abends, in: Wenn Kopf und Buch zusammenstoßen, Erzählungen, Herausgegeben von Thomas Tebbe, Piper 1998, ISBN 3-492-22670-1
- Tristesse Royale (zusammen mit Joachim Bessing, Christian Kracht, Alexander von Schönburg und Benjamin von Stuckrad-Barre), Ullstein 1999, ISBN 3-548-60070-0
- Tropen Triptychon, in: Krachkultur 8/1999
- Was ich davon halte, Quadriga 2000, ISBN 3-88679-348-6
- Paris Bar Berlin (zusammen mit Michel Würthle), Quadriga 2000, ISBN 3-88679-349-4
- Gebrauchsanweisung für Portugal, Piper 2003, ISBN 3-492-27520-6 (Niederländisch: Reisleesboek Portugal, Uitgeverij het Spectrum, Utrecht, 2005, ISBN 90-274-9988-8)
- Konstantin Grcic for Classicon, Salone del Mobile Milano 2003
- My Generation – Die traurige Geschichte des Noah Rubin, Eiger-Verlag, Bern 2004
- Das Sobhraj Quartett – Asiatische Reisenotizen. swissandfamous Verlag, Zürich 2004, ISBN 978-3-9522949-0-1.
- Anonym – In the future no one will be famous. Katalog zur Ausstellung in der Schirn Kunsthalle, Frankfurt, 2006, ISBN 3-936859-51-5
- Bunter Staub. Ernst Jünger im Gegenlicht (Alexander Pschera, Hrsg.), Matthes & Seitz, Berlin 2008, ISBN 978-3-88221-725-4
- Gebrauchsanweisung für Kathmandu und Nepal (Reiseberichte – zusammen mit Christian Kracht), Piper, München 2009, ISBN 3-492-27564-8
- Von unterwegs, Reiseerzählungen, Piper, München 2021, ISBN 978-3-492-07087-4
- Noice Shuhs. In: Richard Schumm, Martin Frank (Hrsg.): Edition Paratexte. 1. Auflage. Nr. 1. Edition Paratexte, Stuttgart 2024, ISBN 978-3-00-077843-8.

## Auszeichnungen
- 2017: Ingeborg-Bachmann-Bewerb Kelag-Preis für das erste Kapitel von Hysteria
- 2018: Longlist zum Deutschen Buchpreis mit Hysteria
- 2019: Hölderlin-Förderpreis der Stadt Bad Homburg für Hysteria
- 2022: Shortlist zum Deutschen Buchpreis mit Spitzweg
- 2023: Baldreit-Stipendium der Stadt Baden-Baden
- 2024: Hermann-Hesse-Literaturpreis